# Marie-Renée Chevallier-Kervern
Marie-Renée Chevallier-Kervern, née à Landerneau le 4 janvier 1902 et morte à Brest le 19 novembre 1987, est une peintre, dessinatrice, graveuse et céramiste française. Elle traverse les grands courants de l’abstraction du XXe siècle en solitaire laissant un corpus imposant d’huiles, gouaches, aquarelles, dessins, carnets, gravures, papiers collés pour aboutir aux étoffes cousues, où les formes et les couleurs de la peinture passent directement dans les compositions de tissus,.

## Biographie

### Jeunesse et études: Paris et Amiens
Née en Bretagne d'une famille d'artistes, Marie-Renée Kervern partage les premières années de sa vie entre Paris et Amiens, tout en se réfugiant à Landéda (Finistère) au début de la Première Guerre mondiale. Entre 1921 et 1924, elle se forme aux Arts Déco, à l'Académie Julian, à la Grande Chaumière et à l'Académie Colarossi ainsi qu'à l'école Art et Publicité, section affichiste.

### Débuts à Paris
En 1925, Marie-Renée Kervern inaugure sa première exposition à Amiens, salle des Rosati Picards.
En 1926, elle épouse l'architecte Fernand Paul Chevallier, architecte et lui-même peintre, associant le nom de son mari au sien. Elle travaille avec lui sur les esquisses d'affiches publicitaires ; en même temps, elle commence la gravure. Elle devient sociétaire du Salon des artistes français à partir de 1929, année où elle y expose une série intitulée Le Folgoat,. La même année, elle entre en relation avec André Chevrillon, qui manifeste un vif intérêt pour les gravures du Folgoat.
En 1932-34, Marie-Renée Chevallier-Kervern effectue des recherches documentées sur la poterie traditionnelle qui est en train de s'éteindre après une tradition ancestrale à Lannilis et à  Plouvien (Finistère); elle travaille avec Gouez, l'un des derniers potiers, installé à Prat-Torchen en Lannilis; elle enquête auprès de François Cueff, de Prat-Torchen et d'Augustine Guizou, de Kerizaouen et recueille une intéressante collection d'outils de poteries diverses. En 1935, elle publie un article très complet sur la poterie traditionnelle dans le Bulletin de la Société archéologique du Finistère.
En 1935, elle fait la connaissance à Paris, lors d'une exposition d'artistes bretons au «Bûcheron», de Madame Paul Sérusier avec qui elle se lie d'amitié.

### À Brest, avant et pendant la guerre
En 1936, l'artiste se rapproche de sa région d'origine, son époux étant nommé architecte de la ville de Brest. Elle s'intègre au milieu artistique brestois très vivant à l'époque cristallisant autour d'elle une partie des activités artistiques. Elle se lie d'amitié avec Gaston Chabal, architecte des Monuments Historiques et président des Amis des Arts, Jean Lachaud, conservateur du Musée et directeur de l'École des Beaux-Arts de Brest, Émile Compard et le jeune peintre Jean Deyrolle, avec lequel elle entretient une correspondance, rencontre des peintres brestois Charles Lautrou et Jo Tanguy.
Marie-Renée Chevallier-Kervern se lie d’amitié avec le jeune Charles Estienne alors répétiteur, puis professeur adjoint d’histoire au lycée de Brest. Elle l'initie Charles Estienne à la peinture
moderne, à la lecture des ouvrages sur l'impressionnisme et aux questions ayant pour thème l’expression artistique. Odile Vacherot, première femme de Charles Estienne, est professeur de dessin au Lycée technique de Brest.
Marie-Renée Chevallier-Kervern retrouve Madame Paul Sérusier, qui venait de Châteauneuf-du-Faou rendre visite à Madame Saluden. Vers 1937, abandonne la technique de la gravure et se consacre davantage à l’huile.
Au sein de la Société des amis des Arts, elle prépare la venue à Brest du poète Max Jacob, ami personnel de Jean Lachaud. Max Jacob donne une conférence sur l’Art moderne en ouverture du Salon de peinture de Brest le 21
mai 1938. Le poète se lie d’amitié avec Marie-Renée Chevallier-Kervern et lui rend visite à Landéda ; il apprécie beaucoup ses œuvres.
Marie-Renée Chevallier-Kervern s'associe avec la faïencerie Henriot de Quimper. La première pièce connue de l'artiste date de 1939 et s'intitule Femme de Plonéour-Trez.
Pendant les bombardements de Brest en 1941, elle se réfugie à Kervenny en Landéda – où elle réalise en atelier une importante série de portraits et natures mortes à l’huile sur papier. Nombreuses de ses toiles de 1937-41 sont exposées à Nantes, à la Galerie Mignon-Massart. Elles sont détruites en septembre 1943 lors du bombardement de la ville. La même année, Marie-Renée Chevallier-Kervern rend visite à Madame Saluden, à Odile et Charles Estienne qui s’étaient réfugiés à Quimper. Pendant ce séjour, Charles Estienne la conduit chez l’un de ses amis, antiquaire averti, établi sur le quai. Dans son arrière-boutique, elle prend connaissance des premiers Bazaine.

### De l'abstraction auxÉtoffes cousues
En 1951, Marie-Renée Chevallier-Kervern devient professeur à l'École des Beaux-Arts de Brest.
En 1952-54, on assiste dans sa peinture à l’éclatement progressif de la figuration. Les premières toiles non figuratives voient le jour vers 1955, nées de fugitives impressions de voyage. En effet, depuis 1948, elle entreprend, avec son mari, les voyages réguliers en voiture à travers la France, en Espagne, au Portugal, en Allemagne ; le couple se rend plusieurs fois en Italie. De ces voyages, l’artiste rapporte des carnets remplis de croquis et d’aquarelles. Elle expérimente alors de nouvelles techniques : de retour d’Espagne en avril 1957, elle travaille à ses premières Étoffes cousues ; de retour d’Allemagne en septembre 1961, à ses premiers Papiers collés.
En mars 1962, la Galerie Arlette Chabaud à Paris lui consacre une exposition personnelle. L’exposition ne remporte pas le succès attendu en raison de l’obstination de l’artiste à ne solliciter l’appui d’aucun de ses amis peintres et critiques. Suit une grave dépression qui va durer deux ans. Elle abandonne le poste de professeur à l’École des Beaux-Arts lors du transfert de cette école dans les nouveaux locaux.
De 1962 à 1977-78, elle envoie ses œuvres à Nantes, aux expositions du Musée des Beaux-Arts organisées par André Lenormand (« Rencontre de Nantes », « Bretagne 71 », « Bretagne 73 », « Bretagne 75 » et « Bretagne 77 »). En 1970-71, elle participe à l’exposition « Art contemporain de Bretagne occidentale » qui va aussi à Kiel.
En 1967, après la série Londres, elle abandonne progressivement la peinture à l’huile pour se consacrer de plus en plus aux Étoffes cousues. En 1969, elle participe avec deux de ses œuvres à l’exposition collective « Art et Université » réunissant dix peintres brestois à la Faculté des Lettres de Brest, sur l’initiative de Jean Gaultier. En septembre de la même année, lorsque Fernand Paul Chevallier laisse la direction de l’École des Beaux-Arts de Brest pour sa retraite, elle quitte  Brest et s’installe définitivement à l’Aber-Wrac’h (Nord Finistère).
En janvier-février 1970, le Musée de Brest lui consacre une exposition personnelle où est présenté son parcours depuis 1932 : huiles, papiers collés, étoffes cousues, dessins, croquis, ardoises gravées et émaillées ; en tout 183 pièces jamais exposées auparavant. Le petit catalogue très précis et complet établi par René Le Bihan demeure à ce jour la plus importante publication sur l’œuvre de l’artiste.

### Dernières années à l'Aber-Wrac'h
Dans sa retraite de l’Aber-Wrac’h, l’artiste se consacre de plus en plus aux étoffes cousues sans délaisser le dessin et d’autres techniques. Elle coud ses compositions en tissus durant les longs hivers bretons. En parallèle, elle effectue de nombreuses recherches iconographiques sur différentes cultures et civilisations. En été, continue à travailler sur le vif, les paysages du Finistère et les portraits de ses petits-enfants. De retour de la pêche, elle réalise plusieurs planches et études de la flore et de la faune marines. Les soirées d’hiver, elle dessine régulièrement devant la télévision. Ainsi naissent, entre autres, de nombreux cahiers de dessins et croquis liés à l’émission d’actualité littéraire « Apostrophes ».
En mars-avril 1979, la Galerie Gloux de Concarneau organise une exposition de ses fusains et de ses gouaches. En juin-septembre 1982, le Musée des Beaux-Arts de Brest lui consacre une grande exposition réunissant 37 nouvelles étoffes cousues. C’est sa dernière exposition.
Malgré la mort de son mari, le 26 octobre 1985, elle continue à travailler sans relâche. En avril 1986, elle rend une deuxième visite (la première eut lieu en 1948) à l’atelier de Cézanne à Aix-en-Provence. Après deux ans de travail acharné, sa dernière œuvre, Triptyque, conçue et réalisée en 1986-87 pour l’autel de l’église San Rocco de Vallecrosia (en Ligurie), est finalement refusée par les autorités ecclésiastiques de peur qu’elle ne fasse fuir les fidèles.
Le 19 novembre 1987, Marie-Renée Chevallier-Kervern meurt après une brève maladie. Elle est enterrée auprès de son mari Fernand Paul Chevallier au cimetière de Landéda.

## Quelques œuvres
- Matin à Cannes, huile sur toile
- Banquet breton, bois gravé et peint
- Femmes de Plonéour-Trez, faïencerie Henriot
- Les joueurs de quilles, gravure sur bois de fil ou linoléum. Tirage sur papier japon colorié à l'aquarelle[15]
- Musée des beaux-arts de Brest[16] :
  - Nature morte à la bouteille, carton, 40,8 x 32,8 cm ;
  - Portrait[17] de Charles Estienne, vers 1937, gouache sur papier ;
  - Recouvrance[18], 1957, huile sur toile, 81 x 60 cm ;
  - La grande marée[19], huile sur toile, 119,3 x 159,8 ;
  - Tu es poussière[20], 1973, étoffe cousue, 166 x 151 cm ;
  - Musique[21], 1981, étoffe cousue, 193 x 265 cm

## Expositions personnelles
Liste établie d'après l'ouvrage de René Le Bihan :
- Salle des Rosati Picards (Amiens), 1925
- Salle des Rosati Picards (Amiens), 1933
- Galerie Saluden (Brest), 1937
- Galerie Saluden (Brest), 1939
- Nantes, Galerie Mignon-Massart, Huiles (1937-1941), galerie détruite lors de bombardement en 1943
- Galerie Saluden (Brest), 1947
- Galerie Raub (Brest), 1950-51
- Galerie Saluden (Brest), 1954
- Galerie Saluden (Brest), 1958, Peintures et dessins (1954-1957)
- Galerie Saluden (Brest), 1961, Peintures et dessins (1958-1961)
- Galerie Saluden (Quimper), 1961, Peintures et dessins (1954-1957)
- Galerie Arlette Chabaud (Paris-6e), 1962, Peintures et dessins récents (1958-1961)
- Musée de Brest, 1970, Marie-Renée Chevallier-Kervern. Œuvres de 1932 à 1969, catalogue par René Le Bihan, 56 pages, 18 ill. noire et blanc[23]
- Galerie Gloux (Concarneau), 1979, Fusains et gouaches
- Musée municipal, (Brest), 1982, Étoffes cousues. 37 œuvres de 1970-1982

## Expositions posthumes
- Musée départemental breton (Quimper), 2005, Impressions bretonnes. La gravure sur bois en Bretagne (1850-1950)
- Musée du Faouët, 2013, Femmes artistes en Bretagne (1850-1950)
- Musée de la faïence de Quimper, 2017 : Seules œuvres en faïence à représenter le costume traditionnel de Plouigneau[24].
- Musée de Beaux-Arts de Brest : La gravure sur bois en Bretagne, 2019[25].

## Listes des musées où les œuvres de Marie-Renée Chevallier-Kervern sont conservées
- Musée des beaux-arts, Brest métropole
- Frac Bretagne, Rennes
- Musée départemental breton, Quimper
- Musée d’art Charles Daniélou, Locronan
- Maison de Balzac, Paris musées

## Illustrations
- Jeanne Bluteau, Souvenirs de Brest (poèmes), éditions Pierre Seghers, Paris, 1953, 269 p., illustrations de Marie-Renée Chevallier-Kervern.

## Hommages
- En mai 1938 à Landéda, Max Jacob dédicace Rivage « à Madame Chevallier-Kervern / dont la tête est au ciel / et les pieds sur la terre ferme. / Souvenir inoubliable de belle / peinture et de beaux jours. Respectueusement / admirativement / Max Jacob »[11].

- En 1979, dans son recueil intitulé Petite Navigation celtique, la poétesse Jeanne Bluteau, lui dédie le poème la maison de l' Aber-Wrach.